# Całuj mnie
Całuj mnie – dziesiąty singel zespołu Piersi z albumu Raj na ziemi, wydany w 1997 roku.

## Opis
Autorem tekstu jest Paweł Kukiz, a kompozytorem i wykonawcą utworu jest zespół Piersi. Utwór zajmował w 1998 roku 4. miejsce na listach przebojów Programu Trzeciego, 11. miejsce na Szczecińskiej Liście Przebojów, 3. miejsce na Liście 30 ton oraz 23. miejsce na Liście Przebojów Radia PiK.
Covery utworu wykonali: Chór Ewy Farnej w programie Bitwa na głosy, Beata Noszczyńska, Kacper Kuszewski, Agata Dąbrowska, Zbyszek Fil i Robert Janowski.

## Twórcy
- Wykonanie: Piersi
- Kompozytor: Piersi
- Autor tekstu: Paweł Kukiz